# خط آی‌آرتی فلاشینگ
خط آی‌آرتی فلاشینگ (انگلیسی: IRT Flushing Line) یکی از خط‌های متروی نیویورک سیتی در بخش منهتن و کویینز است.
این خط که در سال ۱۹۱۵ تأسیس شده دارای ۲۲ ایستگاه است.

## نگارخانه

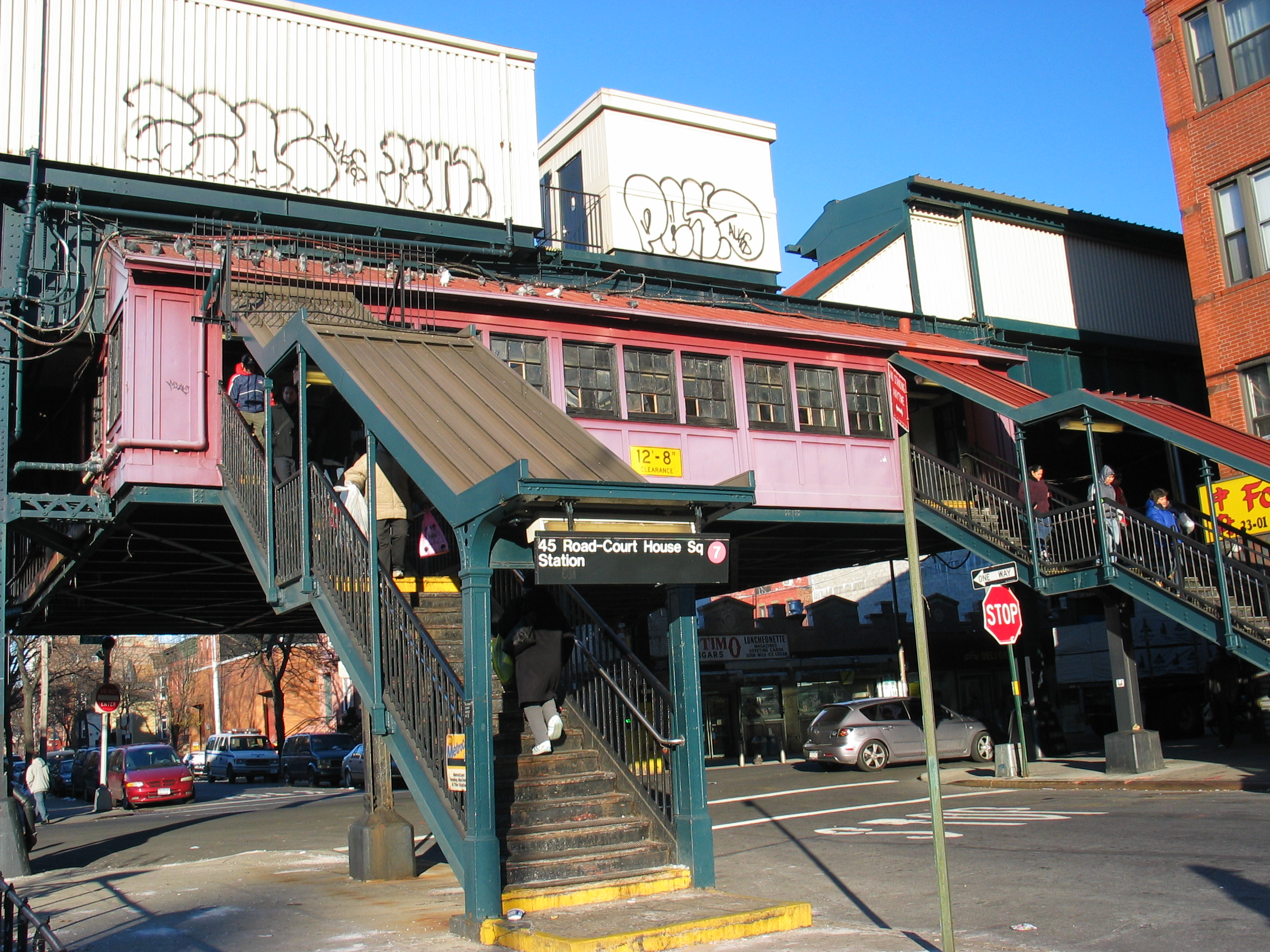
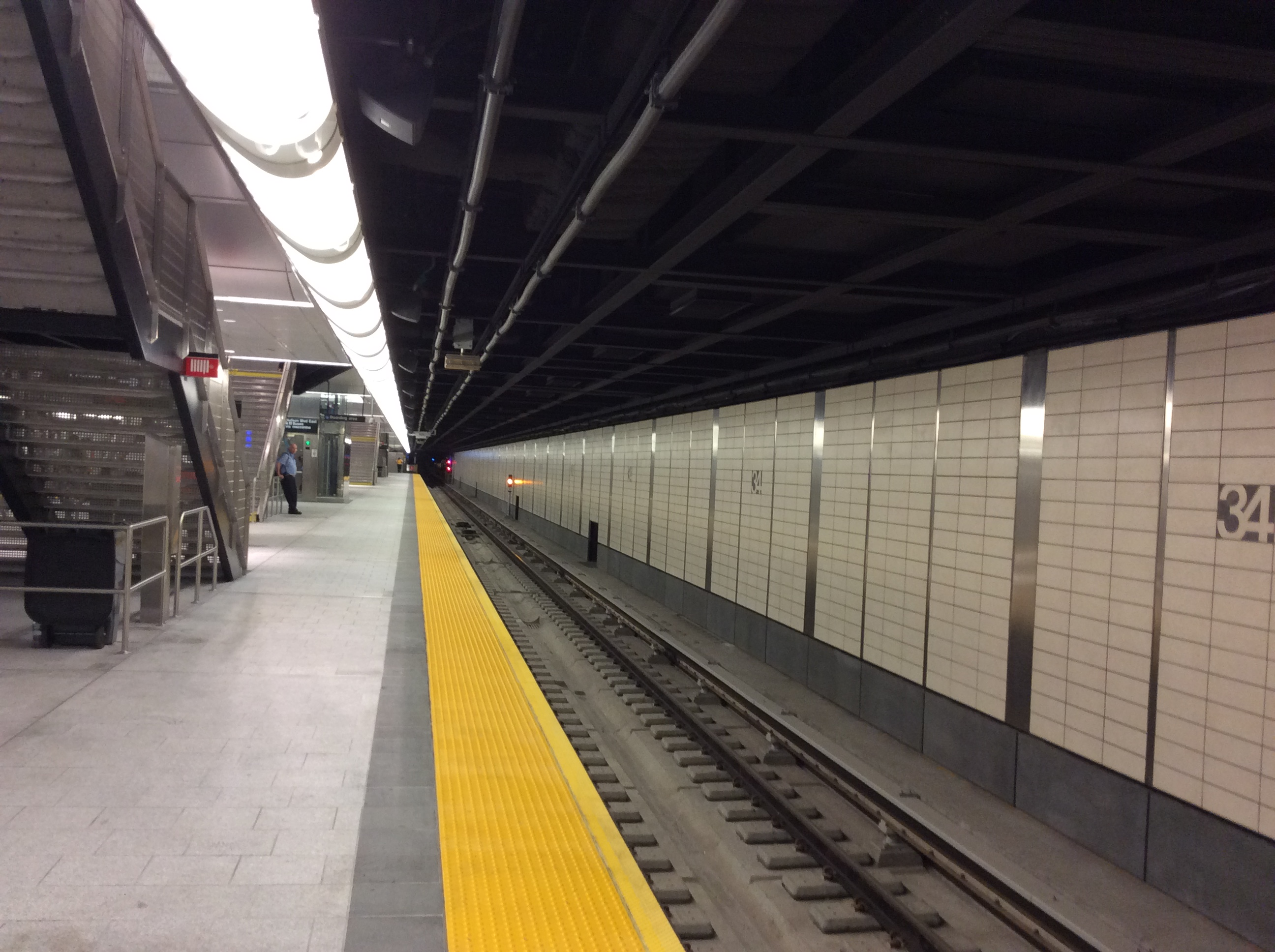
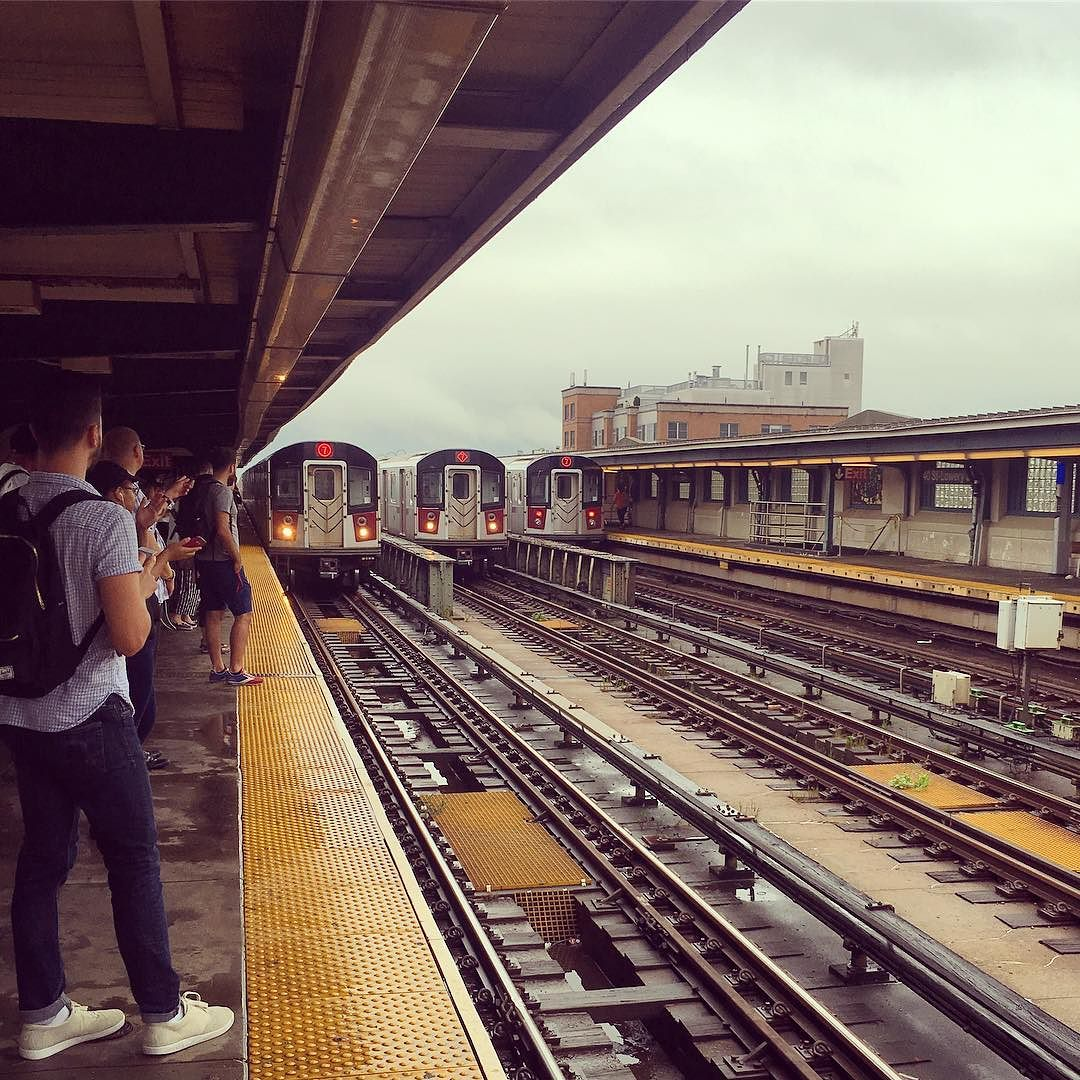
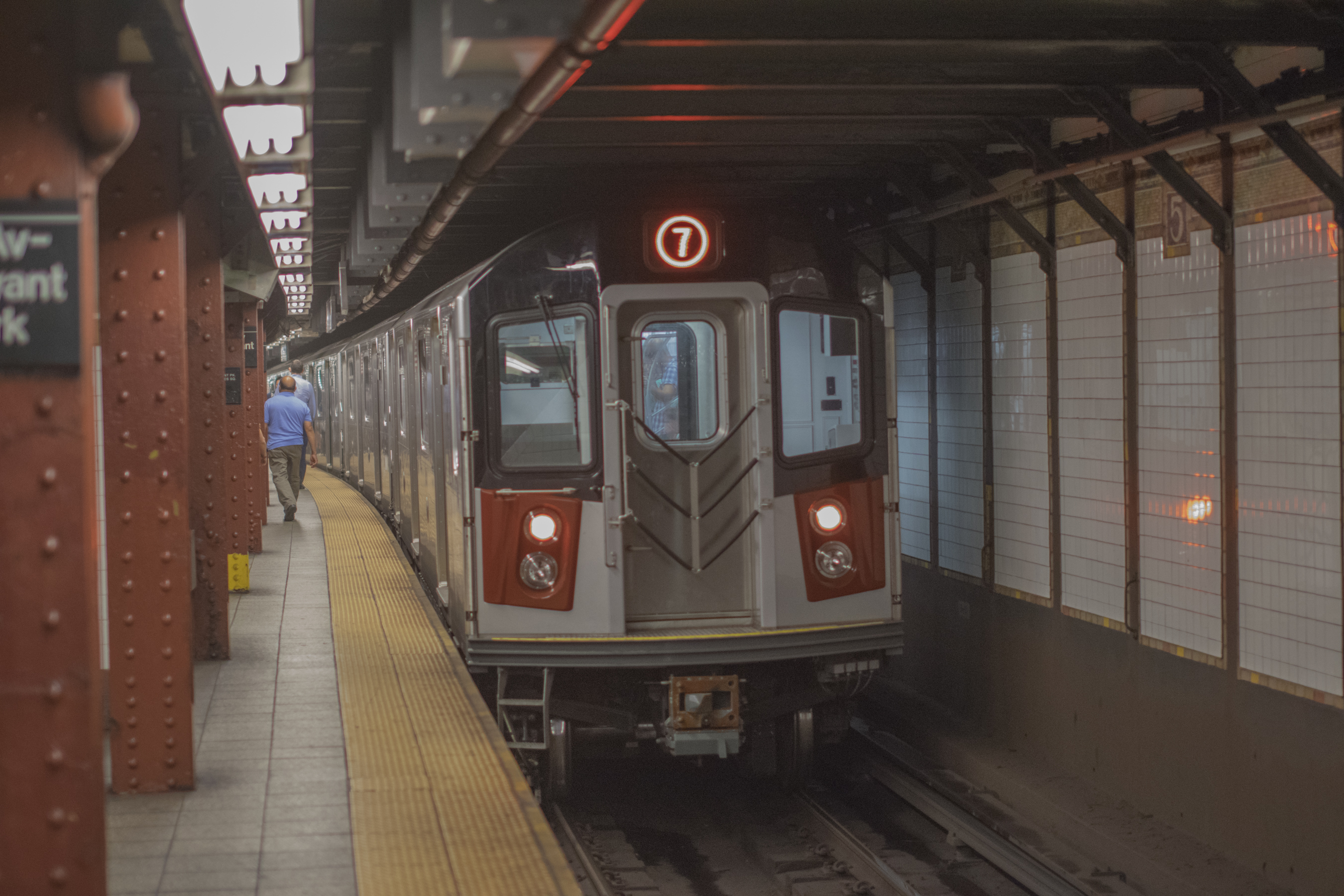